# Rambong Cut
Rambong Cut is een bestuurslaag in het regentschap Nagan Raya van de provincie Atjeh, Indonesië. Rambong Cut telt 182 inwoners (volkstelling 2010).